# Carlton R. Pennypacker
Carlton R. Pennypacker est astrophysicien à l'Université de Californie à Berkeley et au Lawrence Berkeley Laboratory et est le chercheur principal du projet Hands On Universe.

## Biographie
Il passe une grande partie de sa carrière en tant que chercheur en astrophysicien, obtenant son doctorat de Harvard en 1978. Ses recherches principales sont l'étude des supernovae et la construction de techniques pour leur découverte automatisée. Avec Rich Muller, il co-fonde le Berkeley Supernova Search, qui devient plus tard le Supernova Cosmology Project. Il partage en 2007 le Prix Peter-Gruber de cosmologie  et le prix Breakthrough 2015 en physique fondamentale  pour la découverte du Supernova Cosmology Project selon laquelle l'expansion de l'univers s'accélère.
Étudiant, il est motivé par la puissance et le potentiel des partenariats entre étudiants et scientifiques lorsque les enseignants et les étudiants ont commencé à découvrir les supernovae dans le cadre du projet Hands On Universe. Certaines de ses découvertes sont présentées dans les médias ,.
Il reçoit le Prix Jules Janssen de la Société Française d'Astronomie en 2010.